# Distretto di Huancabamba (Pasco)
Il distretto di Huancabamba è uno degli otto distretti della provincia di Oxapampa, in Perù. Si trova nella regione di Pasco e si estende su una superficie di 1.161,78 chilometri quadrati.
Istituito il 27 novembre 1944, ha per capitale la città di Huancabamba.